# Ramsdonk
Ramsdonk és un antic municipi de Bèlgica a la província de Brabant Flamenc a la vall del Bosbeek que forma la frontera amb Kapelle-op-den-Bos. L'1 de gener de 1977 va fusionar amb Nieuwenrode i Kapelle-op-den-Bos. El primer esment dels cavallers de «Ramesdonck» data del 1180.

## Llocs d'interès[2]
- Castell d'Houtem, antany propietat de Bernat de Merode. L'actual edifici data del segle xvii.
- Església de Martí de Tours
- La rectoria, edifici del 1614[3]